# Gouvieux
Gouvieux é uma comuna francesa na região administrativa de Altos da França, no departamento de Oise. Estende-se por uma área de 23,25 km². Em 2010 a comuna tinha 9 416 habitantes (densidade: 405 hab./km²).